# Elecciones legislativas de Francia de 1978
Las elecciones legislativas en Francia de la sexta legislatura de la Quinta República se desarrollaron los días domingo 12 y domingo 19 de marzo de 1978.

## Resultados
| Partidos y Coaliciones                                       | Partidos y Coaliciones                                                     | Partidos y Coaliciones | Primera Vuelta | Primera Vuelta | Segunda Vuelta | Segunda Vuelta | Escaños |
| Partidos y Coaliciones                                       | Partidos y Coaliciones                                                     | Partidos y Coaliciones | Votos          | %              | Votos          | %              | Escaños |
| ------------------------------------------------------------ | -------------------------------------------------------------------------- | ---------------------- | -------------- | -------------- | -------------- | -------------- | ------- |
|                                                              | Agrupación por la República (Rassemblement pour la République)             | RPR                    | 6.462.462      | 22,62          | 6.651.756      | 26,11          | 150     |
|                                                              | Unión para la Democracia Francesa (Union pour la démocratie française)     | UDF                    | 6.128.849      | 21,45          | 5.907.603      | 23,18          | 121     |
|                                                              | Mayoría Presidencial (Majorité présidentielle)                             | MAJ                    | 684.985        | 2,39           | 305.763        | 1,20           | 16      |
| Total "Mayoría Presidencial" (Derecha)                       | Total "Mayoría Presidencial" (Derecha)                                     |                        | 13.276.296     | 46,46          | 13.276.296     | 50,49          | 287     |
|                                                              | Partido Socialista (Parti socialiste)                                      | PS                     | 6.451.151      | 22,58          | 7.212.916      | 28,31          | 104     |
|                                                              | Partido Comunista Francés (Parti communiste français)                      | PCF                    | 5.870.402      | 20,55          | 4.744.868      | 18,62          | 86      |
|                                                              | Movimiento Radical de Izquierdas (Mouvement des radicaux de gauche)        | MRG                    | 603.932        | 2,11           | 595.478        | 2,36           | 10      |
| Total "Unión de Izquierda"                                   | Total "Unión de Izquierda"                                                 |                        | 12.925.485     | 45,24          | 12.553.262     | 49,24          | 200     |
|                                                              | Otros Incluyendo al Partido Socialista Unificado (Parti socialiste unifié) |                        | 793.274        | 2,77           | 57.418         | 0,22           | 1 PSU   |
|                                                              | Ecologistas                                                                | ECO                    | 621.100        | 2,14           | -              | -              | -       |
|                                                              | Extrema izquierda                                                          |                        | 953.088        | 3,33           | -              | -              | -       |
|                                                              | Total                                                                      |                        | 28.560.243     | 100            | 25.475.802     | 100            | 488     |
| Abstención: 17.22% (primera vuelta); 15.34% (segunda vuelta) |                                                                            |                        |                |                |                |                |         |

## Composición de la Asamblea Nacional
| Grupo        | Miembros | Relacionados | Total | %     |
| ------------ | -------- | ------------ | ----- | ----- |
| RPR          | 143      | 11           | 154   | 31,36 |
| UDF          | 108      | 15           | 123   | 25,05 |
| Socialistas  | 102      | 11           | 113   | 23,01 |
| Comunistas   | 86       | 0            | 86    | 17,52 |
| No inscritos | 15       | -            | 15    | 03,05 |
| Total        | 454      | 37           | 491   | 100,0 |

Mayoría: RPR + UDF
*RPR : Agrupación por la República
*UDF : Unión por la Democracia Francesa